# 井上利宅
井上 利宅（いのうえ としいえ）は、戦国時代の武将。毛利氏、小早川氏の家臣。父は安芸井上氏の井上光利。

## 生涯
天文6年（1537年）、安芸井上氏の井上光利の子として生まれる。
天文13年（1544年）7月28日、備後国双三郡布野における尼子軍との合戦（布野崩れ）で父・光利が戦死したため、幼少の利宅が後を継いで、毛利元就に仕えた。
天文19年（1550年）7月12日から7月13日にかけて、元就の命によって、利宅の祖父である元兼や伯父の就兼と就澄をはじめとする安芸井上氏の一族30余名が粛清されたが、利宅は幼少だったため粛清を免れ、伊予国へ逃れた。
成長した利宅が伊予国で牢人を続けていることを聞きつけた小早川隆景は、利宅を家臣として召し抱えたいと元就に願い出た。元就は、利宅は粛清した元兼の血筋だが、利宅自身には憎しみは無いとして、隆景の願い出を許可したため、利宅は小早川隆景に仕えることとなる。
永禄10年（1567年）5月6日、「弥左衛門尉」と名乗ることを隆景より許可される。
天正4年（1576年）10月24日に病死。享年40。子の景家が後を継いだ。